# Tudela de Duero
Tudela de Duero é um município da Espanha na província de Valladolid, comunidade autónoma de Castela e Leão, de área 60,52 km² com população de 7946 habitantes (2007) e densidade populacional de 106,93 hab/km².

## Demografia
| Variação demográfica do município entre 1991 e 2004 | Variação demográfica do município entre 1991 e 2004 | Variação demográfica do município entre 1991 e 2004 | Variação demográfica do município entre 1991 e 2004 |
| --------------------------------------------------- | --------------------------------------------------- | --------------------------------------------------- | --------------------------------------------------- |
| 1991                                                | 1996                                                | 2001                                                | 2004                                                |
| 4889                                                | 5745                                                | 6779                                                | 6483                                                |